# Clarence Terrace

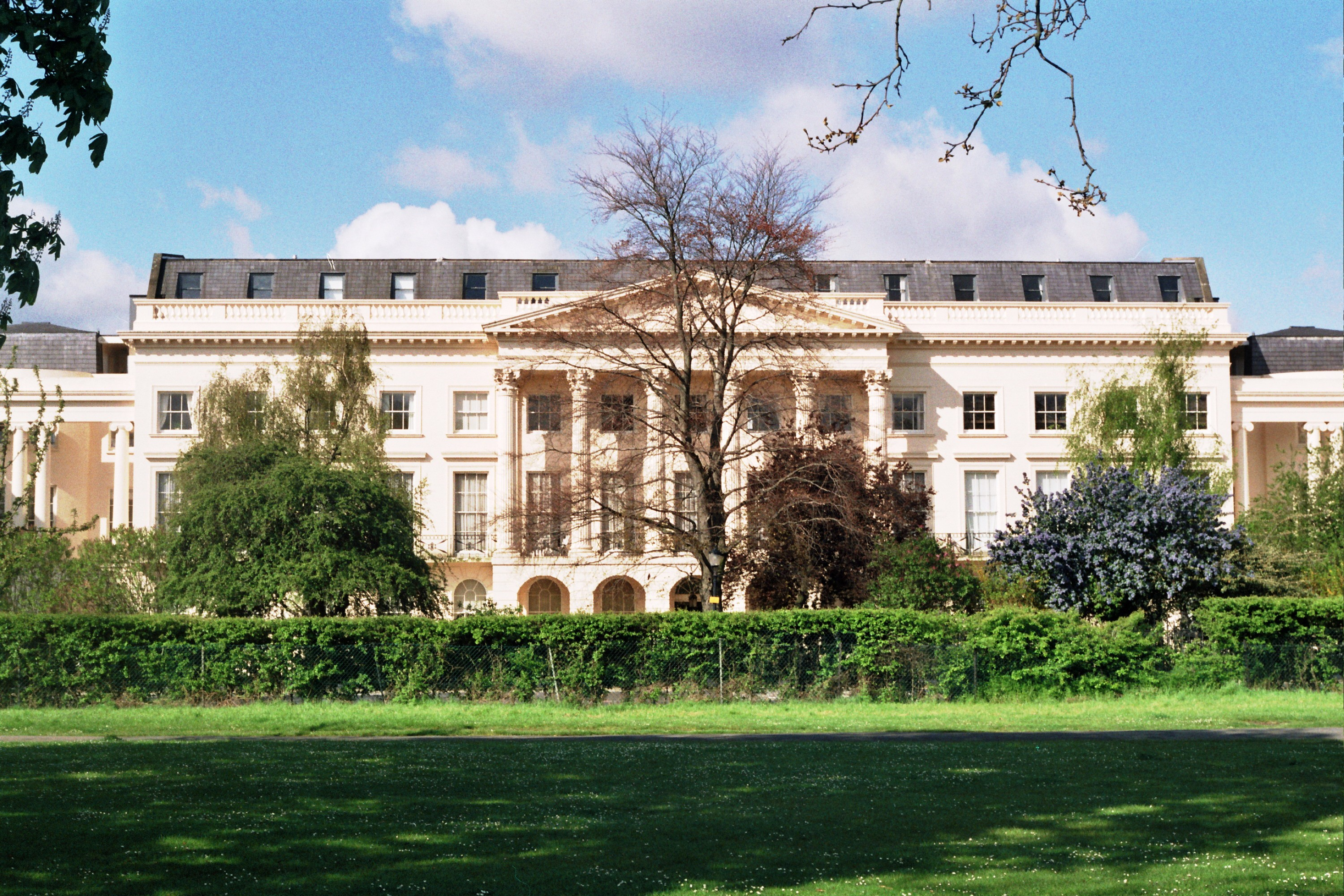
Clarence Terrace, Londra

Clarence Terrace si affaccia su Regent's Park a Marylebone, City of Westminster a Londra. Questo complesso di edifici è il più piccolo del parco ed è classificato edificio Grade I.

## Architettura
Questa fila di case a schiera prende il nome da Guglielmo IV. Fu costruita da James Burton, su progetto di Decimus Burton. È costituita da tre sezioni, una centrale e due ali, di ordine corinzio, collegate da due colonnati di ordine ionico. Il prospetto è suddiviso in tre piani; un ingresso bugnato, che funge da basamento agli altri e due in ordine corinzio che abbelliscono il salotto e il piano notte. C'è anche una trabeazione ben proporzionata.